# Volley Tricolore Reggio Emilia 2014-2015
Questa voce raccoglie le informazioni riguardanti il Volley Tricolore Reggio Emilia nelle competizioni ufficiali della stagione 2014-2015.

## Stagione
La stagione 2014-15 è per il Volley Tricolore Reggio Emilia, sponsorizzato dalla Conad, la seconda in Serie A2: il club infatti ritorna nella serie cadetta dopo la promozione dalla Serie B1 2013-14, chiusa al primo posto; confermato l'allenatore Luca Cantagalli così come buona parte dei giocatori della rosa tra cui Davide Benaglia, Nicola Tiozzo, Alessandro Tondo, Luca Catellani e Michel Guemart. Tra i nuovi acquisti quelli di Giuseppe Della Corte, Massimiliano Di Franco, Emiliano Giglioli, Yvan Kody e Matteo Bertoli, mentre tra le cessioni quelle di Juan Cuda, Alessandro Magnani, Alessandro Dordei e Federico Santini.
Il campionato si apre con la vittoria per 3-0 in casa dell'Atlantide Pallavolo Brescia: a questa fanno però seguito due sconfitte di seguito e poi due successi; nel resto del girone di andata la squadra di Reggio nell'Emilia però non riesce a vincere più alcuna partita fermandosi al decimo posto in classifica, non qualificandosi per la Coppa Italia di Serie A2. Il girone di ritorno inizia con una serie di risultati altalenanti, poi dalla diciottesima alla ventesima giornata conquista tra vittorie di seguito, per poi chiudere la regular season con due stop, classificandosi all'ottavo posto in classifica, l'ultimo utile per partecipare ai play-off promozione. La squadra emiliana viene tuttavia eliminata già nei quarti di finale a seguito della sconfitta sia in gara 1 che in gara 2 inflitta dalla Pallavolo Impavida Ortona.

## Organigramma societario
Area direttiva
- Presidente: Giulio Bertaccini
- Vicepresidente: Ivan Burani
- Segreteria generale: Patrizia Battini, Maria Teresa Grasselli, Lorena Reggiani

Area organizzativa
- Team manager: Mauro Gallingani
- Direttore sportivo: Azzio Santini
- Tesoriera: Giancarlo Bertozzi

Area tecnica
- Allenatore: Luca Cantagalli
- Allenatore in seconda: Paolo Zambolin
- Scout man: Alessandro Mori
- Responsabile settore giovanile: Massimo Davoli

Area comunicazione
- Addetto stampa: Fabio Poncemi

Area marketing
- Responsabile marketing: Loris Migliari

Area sanitaria
- Medico: Giovanni Battista Camurri (dal 6 marzo 2015), Massimo Pantaleoni
- Preparatore atletico: Bruno Barigazzi
- Fisioterapista: Antonio Montecchi

## Rosa
| N° | Nome                   | Ruolo | Data di nascita   | Nazionalità sportiva |
| -- | ---------------------- | ----- | ----------------- | -------------------- |
| 1  | Giuseppe Della Corte   | S/O   | 6 giugno 1992     | Italia               |
| 2  | Luca Catellani         | L     | 26 febbraio 1991  | Italia               |
| 3  | Massimiliano Di Franco | C     | 7 febbraio 1978   | Italia               |
| 4  | Matteo Bertoli         | S     | 28 luglio 1988    | Italia               |
| 5  | Michel Guemart         | P     | 18 marzo 1983     | Italia               |
| 6  | Nicola Tiozzo          | S     | 26 maggio 1993    | Italia               |
| 7  | Alessandro Tondo       | S/O   | 18 agosto 1991    | Italia               |
| 9  | Luca Bucaioni          | P     | 11 agosto 1982    | Italia               |
| 10 | Yvan Kody              | S/O   | 25 agosto 1991    | Camerun              |
| 11 | Davide Benaglia        | C     | 13 settembre 1989 | Italia               |
| 12 | Emiliano Giglioli      | C     | 14 settembre 1985 | Italia               |
| 15 | Piero Allesch          | S     | 10 settembre 1995 | Italia               |
| 16 | Davide Morgese         | L     | 16 giugno 1996    | Italia               |

## Mercato
| Acquisti | Acquisti               | Acquisti           | Acquisti   |
| R.       | Nome                   | da                 | Modalità   |
| -------- | ---------------------- | ------------------ | ---------- |
| S        | Piero Allesch          | Club Italia        | definitivo |
| S        | Matteo Bertoli         | Powervolley Milano | definitivo |
| P        | Luca Bucaioni          | Iglesias           | definitivo |
| S/O      | Giuseppe Della Corte   | Sir Safety Perugia | definitivo |
| C        | Massimiliano Di Franco | Brolo              | definitivo |
| C        | Emiliano Giglioli      | Powervolley Milano | definitivo |
| S/O      | Yvan Kody              | FAP                | definitivo |
| L        | Davide Morgese         | Campeginese        | definitivo |

| Cessioni | Cessioni           | Cessioni             | Cessioni   |
| R.       | Nome               | a                    | Modalità   |
| -------- | ------------------ | -------------------- | ---------- |
| S/O      | Alessandro Bartoli | Modena Est           | definitivo |
| C        | Davide Bassoli     | ?                    | definitivo |
| S        | Juan Cuda          | Canottieri Ongina    | definitivo |
| S        | Alessandro Dordei  | Marconi              | definitivo |
| S        | Alessandro Magnani | Modena               | definitivo |
| P        | Federico Santini   | Civita Castellana    | definitivo |
| S        | Francesco Sideri   | Il Fungo Arzachena   | definitivo |
| S/O      | Giuliano Tataru    | Olimpia Sant'Antioco | definitivo |

## Risultati

### Serie A2

#### Girone di andata
| 1ª giornata - 19 ottobre 2014 PalaSanFilippo, Brescia                | Atlantide Brescia | 0 - 3 | Tricolore       | 24-26, 23-25, 22-25               |
| 2ª giornata - 26 ottobre 2014 PalaBigi, Reggio nell'Emilia           | Tricolore         | 0 - 3 | Alessano        | 19-25, 19-25, 21-25               |
| 3ª giornata - 2 novembre 2014 PalaCorigliano, Corigliano Calabro     | Corigliano Volley | 3 - 1 | Tricolore       | 25-23, 20-25, 25-22, 29-27        |
| 4ª giornata - 8 novembre 2014 PalaBigi, Reggio nell'Emilia           | Tricolore         | 3 - 2 | Impavida Ortona | 25-21, 24-26, 26-24, 21-25, 16-14 |
| 5ª giornata - 16 novembre 2014 Palazzetto dello Sport, Montefiascone | Tuscania          | 2 - 3 | Tricolore       | 25-19, 20-25, 18-25, 25-20, 11-15 |
| 6ª giornata - 23 novembre 2014 PalaBigi, Reggio nell'Emilia          | Tricolore         | 0 - 3 | Callipo         | 18-25, 21-25, 14-25               |
| 7ª giornata - 30 novembre 2014 PalaParini, Cantù                     | Libertas Brianza  | 3 - 0 | Tricolore       | 25-16, 25-23, 25-21               |
| 8ª giornata - 8 dicembre 2014 PalaBigi, Reggio nell'Emilia           | Tricolore         | 0 - 3 | Matera Bulls    | 23-25, 20-25, 18-25               |
| 9ª giornata - 14 dicembre 2014 PalaGrotte, Castellana Grotte         | Materdomini       | 3 - 2 | Tricolore       | 25-19, 21-25, 19-25, 25-22, 15-12 |
| 10ª giornata - 21 dicembre 2014 PalaBigi, Reggio nell'Emilia         | Tricolore         | 2 - 3 | Potentino       | 22-25, 25-15, 25-16, 19-25, 10-15 |
| 11ª giornata - 26 dicembre 2014 PalaPolsinelli, Sora                 | Argos             | 3 - 1 | Tricolore       | 25-10, 25-21, 23-25, 25-17        |

#### Girone di ritorno
| 12ª giornata - 3 gennaio 2015 PalaBigi, Reggio nell'Emilia     | Tricolore       | 2 - 3 | Atlantide Brescia | 22-25, 26-24, 25-21, 22-25, 11-15 |
| 13ª giornata - 11 gennaio 2015 Palazzetto dello Sport, Tricase | Alessano        | 1 - 3 | Tricolore         | 17-25, 22-25, 25-22, 19-25        |
| 14ª giornata - 18 gennaio 2015 PalaBigi, Reggio nell'Emilia    | Tricolore       | 2 - 3 | Corigliano Volley | 23-25, 25-17, 25-19, 20-25, 13-15 |
| 15ª giornata - 25 gennaio 2015 Palasport Comunale, Ortona      | Impavida Ortona | 3 - 1 | Tricolore         | 25-17, 25-18, 20-25, 25-22        |
| 16ª giornata - 1º febbraio 2015 PalaBigi, Reggio nell'Emilia   | Tricolore       | 3 - 1 | Tuscania          | 25-16, 17-25, 25-15, 25-21        |
| 17ª giornata - 15 febbraio 2015 PalaValentia, Vibo Valentia    | Callipo         | 3 - 1 | Tricolore         | 20-25, 25-13, 25-19, 27-25        |
| 18ª giornata - 22 febbraio 2015 PalaBigi, Reggio nell'Emilia   | Tricolore       | 3 - 1 | Libertas Brianza  | 25-22, 18-25, 25-23, 25-22        |
| 19ª giornata - 1º marzo 2015 PalaSassi, Matera                 | Matera Bulls    | 2 - 3 | Tricolore         | 19-25, 25-15, 25-23, 22-25, 13-15 |
| 20ª giornata - 8 marzo 2015 PalaBigi, Reggio nell'Emilia       | Tricolore       | 3 - 0 | Materdomini       | 25-16, 25-18, 25-23               |
| 21ª giornata - 15 marzo 2015 PalaPrincipi, Potenza Picena      | Potentino       | 3 - 1 | Tricolore         | 25-18, 25-22, 20-25, 25-21        |
| 22ª giornata - 22 marzo 2015 PalaBigi, Reggio nell'Emilia      | Tricolore       | 0 - 3 | Argos             | 23-25, 23-25, 23-25               |

#### Play-off promozione
| Quarti di finale (gara 1) - 29 marzo 2015 Palasport Comunale, Ortona   | Impavida Ortona | 3 - 1 | Tricolore       | 28-26, 25-21, 21-25, 25-17        |
| Quarti di finale (gara 2) - 5 aprile 2015 PalaBigi, Reggio nell'Emilia | Tricolore       | 2 - 3 | Impavida Ortona | 25-20, 19-25, 25-16, 21-25, 13-15 |

## Statistiche

### Statistiche di squadra
| Competizione | Punti | In casa | In casa | In casa | In trasferta | In trasferta | In trasferta | Totale | Totale | Totale |
| Competizione | Punti | G       | V       | P       | G            | V            | P            | G      | V      | P      |
| ------------ | ----- | ------- | ------- | ------- | ------------ | ------------ | ------------ | ------ | ------ | ------ |
| Serie A2     | 25    | 12      | 4       | 8       | 12           | 4            | 8            | 24     | 8      | 16     |
| Totale       | -     | 12      | 4       | 8       | 12           | 4            | 8            | 24     | 8      | 16     |

G = partite giocate; V = partite vinte; P = partite perse

### Statistiche dei giocatori
| Giocatore       | Serie A2 | Serie A2 | Serie A2 | Serie A2 | Serie A2 | Totale | Totale | Totale | Totale | Totale |
| Giocatore       | P        | PT       | AV       | MV       | BV       | P      | PT     | AV     | MV     | BV     |
| --------------- | -------- | -------- | -------- | -------- | -------- | ------ | ------ | ------ | ------ | ------ |
| P. Allesch      | 12       | 9        | 7        | 1        | 1        | 12     | 9      | 7      | 1      | 1      |
| D. Benaglia     | 22       | 129      | 91       | 32       | 6        | 22     | 129    | 91     | 32     | 6      |
| M. Bertoli      | 20       | 178      | 153      | 15       | 10       | 20     | 178    | 153    | 15     | 10     |
| L. Bucaioni     | 20       | 34       | 5        | 24       | 5        | 20     | 34     | 5      | 24     | 5      |
| L. Catellani    | 24       | -        | -        | -        | -        | 24     | -      | -      | -      | -      |
| G. Della Corte  | 22       | 139      | 120      | 15       | 4        | 22     | 139    | 120    | 15     | 4      |
| M. Di Franco    | 15       | 57       | 46       | 10       | 1        | 15     | 57     | 46     | 10     | 1      |
| E. Giglioli     | 20       | 148      | 86       | 53       | 9        | 20     | 148    | 86     | 53     | 9      |
| M. Guemart      | 21       | 33       | 14       | 15       | 4        | 21     | 33     | 14     | 15     | 4      |
| Y. Kody         | 24       | 247      | 219      | 25       | 3        | 24     | 247    | 219    | 25     | 3      |
| Davide Morghese | 16       | -        | -        | -        | -        | 16     | -      | -      | -      | -      |
| N. Tiozzo       | 22       | 195      | 164      | 23       | 8        | 22     | 195    | 164    | 23     | 8      |
| A. Tondo        | 22       | 349      | 281      | 51       | 17       | 22     | 349    | 281    | 51     | 17     |

P = presenze; PT = punti totali; AV = attacchi vincenti; MV = muri vincenti; BV = battute vincenti